# Glansbesnachtschade
De glansbesnachtschade (Solanum physalifolium, synoniemen: Solanum nitidibaccatum en Solanum sarachoides) is een eenjarige plant uit de nachtschadefamilie (Solanaceae). De plant wordt 15-70 cm hoog.
De stengels zijn zacht en kleverig behaard, waarbij de haren plat tegen de stengel aan liggen. De gesteelde bladeren zijn gesteeld en ovaal tot driehoekig van vorm, onregelmatig smal en stomp getand, 2-8 cm lang bij 1-5,5 cm breed. Soms zijn ook beide zijden van het blad behaard.
De plant bloeit tussen juni en oktober met witte bloemen. De ronde bessen zijn groen of groengeel en circa 8 mm groot. De onderste helft is bedekt door de kelkbladen

## Voorkomen
De glansbesnachtschade is afkomstig uit de Andes in Zuid-Amerika. Nu is hij zowel in Noord-Amerika als in Europa verspreid.
De plant heeft een voorkeur voor zonnige, open plaatsen op vochtig voedselrijke, ruderale grond.
In Nederland komt de plant zeldzaam voor in het rivierengebied.

## Namen in andere talen
- Duits: Glanzfrüchtiger Nachtschatten
- Engels: Green Nightshade
- Zweeds: Bägarnattskatta